# Rob DiMaio
Robert Charles "Rob" DiMaio, född 19 februari 1968, är en kanadensisk före detta professionell ishockeyspelare som tillbringade 17 säsonger i den nordamerikanska ishockeyligan National Hockey League (NHL), där han spelade för ishockeyorganisationerna New York Islanders, Tampa Bay Lightning, Philadelphia Flyers, Boston Bruins, New York Rangers, Carolina Hurricanes och Dallas Stars. Han producerade 276 poäng (106 mål och 170 assists) samt drog på sig 840 utvisningsminuter på 894 grundspelsmatcher. DiMaio har tidigare spelat på lägre nivåer för Springfield Indians, Capital District Islanders och Utah Grizzlies i American Hockey League (AHL), SCL Tigers i Nationalliga A (NLA), HC Milano Vipers i Serie A och Kamloops Blazers och Medicine Hat Tigers i Western Hockey League (WHL).
Han draftades i sjätte rundan i 1987 års draft av New York Islanders som 118:e spelare totalt.
Efter spelarkarriären var han talangscout för Dallas Stars mellan 2007 och 2008 och sen dess varit talangscout, chef för professionell scouting och chef för spelarpersonalen för St. Louis Blues.
Han vann Stanley Cup med St. Louis Blues säsongen 2018–19.

## Statistik
| 1984–1985      | Kamloops Blazers           | WHL            | 55  | 9   | 8   | 17  | 29  | 7  | 1  | 3  | 4  | 2   |
| 1985–1986      | Kamloops Blazers           | WHL            | 6   | 1   | 0   | 1   | 0   | —  | —  | —  | —  | —   |
|                | Medicine Hat Tigers        | WHL            | 55  | 20  | 30  | 50  | 82  | 22 | 6  | 6  | 12 | 39  |
| 1986–1987      | Medicine Hat Tigers        | WHL            | 70  | 27  | 43  | 70  | 130 | 20 | 7  | 11 | 18 | 46  |
| 1987–1988      | Medicine Hat Tigers        | WHL            | 54  | 47  | 43  | 90  | 120 | 14 | 12 | 19 | 31 | 59  |
| 1988–1989      | New York Islanders         | NHL            | 16  | 1   | 0   | 1   | 30  | —  | —  | —  | —  | —   |
|                | Springfield Indians        | AHL            | 40  | 13  | 18  | 31  | 67  | —  | —  | —  | —  | —   |
| 1989–1990      | New York Islanders         | NHL            | 7   | 0   | 0   | 0   | 2   | 1  | 1  | 0  | 1  | 4   |
|                | Springfield Indians        | AHL            | 54  | 25  | 27  | 52  | 69  | 16 | 4  | 7  | 11 | 45  |
| 1990–1991      | New York Islanders         | NHL            | 1   | 0   | 0   | 0   | 0   | —  | —  | —  | —  | —   |
|                | Capital District Islanders | AHL            | 12  | 3   | 4   | 7   | 22  | —  | —  | —  | —  | —   |
| 1991–1992      | New York Islanders         | NHL            | 50  | 5   | 2   | 7   | 43  | —  | —  | —  | —  | —   |
| 1992–1993      | Tampa Bay Lightning        | NHL            | 54  | 9   | 15  | 24  | 62  | —  | —  | —  | —  | —   |
| 1993–1994      | Tampa Bay Lightning        | NHL            | 39  | 8   | 7   | 15  | 40  | —  | —  | —  | —  | —   |
|                | Philadelphia Flyers        | NHL            | 14  | 3   | 5   | 8   | 6   | —  | —  | —  | —  | —   |
| 1994–1995      | Philadelphia Flyers        | NHL            | 36  | 3   | 1   | 4   | 53  | 15 | 2  | 4  | 6  | 4   |
| 1995–1996      | Philadelphia Flyers        | NHL            | 59  | 6   | 15  | 21  | 58  | 3  | 0  | 0  | 0  | 0   |
| 1996–1997      | Boston Bruins              | NHL            | 72  | 13  | 15  | 28  | 82  | —  | —  | —  | —  | —   |
| 1997–1998      | Boston Bruins              | NHL            | 79  | 10  | 17  | 27  | 82  | 6  | 1  | 0  | 1  | 8   |
| 1998–1999      | Boston Bruins              | NHL            | 71  | 7   | 14  | 21  | 95  | 12 | 2  | 0  | 2  | 8   |
| 1999–2000      | Boston Bruins              | NHL            | 50  | 5   | 15  | 20  | 42  | —  | —  | —  | —  | —   |
|                | New York Rangers           | NHL            | 12  | 1   | 3   | 4   | 8   | —  | —  | —  | —  | —   |
| 2000–2001      | Carolina Hurricanes        | NHL            | 74  | 6   | 18  | 24  | 54  | 6  | 0  | 0  | 0  | 4   |
| 2001–2002      | Dallas Stars               | NHL            | 61  | 6   | 6   | 12  | 25  | —  | —  | —  | —  | —   |
|                | Utah Grizzlies             | AHL            | 3   | 1   | 1   | 2   | 0   | —  | —  | —  | —  | —   |
| 2002–2003      | Dallas Stars               | NHL            | 69  | 10  | 9   | 19  | 76  | 12 | 1  | 4  | 5  | 10  |
| 2003–2004      | Dallas Stars               | NHL            | 69  | 9   | 15  | 24  | 52  | 5  | 0  | 1  | 1  | 2   |
| 2004–2005      | SCL Tigers                 | NLA            | 9   | 2   | 3   | 5   | 8   | —  | —  | —  | —  | —   |
|                | HC Milano Vipers           | Serie A        | 9   | 4   | 8   | 12  | 4   | 15 | 9  | 10 | 19 | 16  |
| 2005–2006      | Tampa Bay Lightning        | NHL            | 61  | 4   | 13  | 17  | 30  | 2  | 0  | 0  | 0  | 0   |
| NHL totalt     | NHL totalt                 | NHL totalt     | 894 | 106 | 170 | 276 | 840 | 62 | 7  | 9  | 16 | 40  |
| AHL totalt     | AHL totalt                 | AHL totalt     | 109 | 42  | 50  | 92  | 158 | 16 | 4  | 7  | 11 | 45  |
| NLA totalt     | NLA totalt                 | NLA totalt     | 9   | 2   | 3   | 5   | 8   | —  | —  | —  | —  | —   |
| Serie A totalt | Serie A totalt             | Serie A totalt | 9   | 4   | 8   | 12  | 4   | 15 | 9  | 10 | 19 | 16  |
| WHL totalt     | WHL totalt                 | WHL totalt     | 240 | 104 | 124 | 228 | 361 | 63 | 26 | 39 | 65 | 146 |